# Annabella Incontrera
Annabella Incontrera, född 11 juni 1943 i Milano, Lombardiet, död 19 september 2004 i Rom, var en italiensk skådespelerska.

## Roller i urval
- 1959 – Sanningen om Rosemarie
- 1967 – Matt Helm – klipper till igen
- 1968 – En gangster i Paris
- 1966 – Rysk roulett madame?
- 1969 – Monte Carlo-rallyt eller Dessa fantastiska män i sina skumpande skraltiga automobiler
- 1971 – Med spindelns gift
- 1971 – Sabatas återkomst
- 1974 – Resan